# هیلو استودیوز
هیلو استودیوز با نام پیشین ۳۴۳ اینداستریز (به انگلیسی: 343 Industries) یک توسعه‌دهنده بازی ویدئویی آمریکایی و یکی از استودیوهای ایکس‌باکس گیم استودیوز و واقع شده در ردموند، واشینگتن می‌باشد. پیر هینتزه معاون رئیس این شرکت است. ۳۴۳آی برای ساخت سری بازی‌های هیلو شناخته می‌شود که در اصل توسط بانجی ساخته می‌شد. ۳۴۳آی در سال ۲۰۰۷ میلادی تأسیس شد.

## بازی‌ها
| سال  | بازی                         | پلتفرم(ها)                                                        | یادداشت‌ها                                                                                       |
| ---- | ---------------------------- | ----------------------------------------------------------------- | ----------------------------------------------------------------------------------------------- |
| ۲۰۱۱ | هیلو: سالگرد نبرد تکامل‌یافته | ایکس‌باکس ۳۶۰                                                      | با همکاری سیبر اینتراکتیو، هیلو: سالگرد نبرد تکامل‌یافته دوباره در هیلو: مجموعه مسترچیف عرضه شد. |
| ۲۰۱۲ | هیلو ۴                       | ایکس‌باکس ۳۶۰                                                      | هیلو ۴ دوباره در هیلو: مجموعه مسترچیف عرضه شد.                                                  |
| ۲۰۱۳ | هیلو: حمله اسپارتان          | آی‌اواس، مایکروسافت ویندوز، ویندوز فون، ایکس‌باکس ۳۶۰، ایکس‌باکس وان | با همکاری ونگارد گیمز                                                                           |
| ۲۰۱۴ | هیلو: مجموعه مستر چیف        | ایکس‌باکس وان، مایکروسافت ویندوز، اکس‌باکس سری اکس/اس               | شامل هیلو: ریچ، هیلو: سالگرد نبرد تکامل‌یافته، هیلو ۲ سالگرد، هیلو ۳، هیلو ۳: اودی‌اس‌تی و هیلو ۴  |
| ۲۰۱۵ | هیلو: ضربه اسپارتان          | آی‌اواس، مایکروسافت ویندوز، ویندوز فون                             | با همکاری ونگارد گیمز                                                                           |
| ۲۰۱۵ | هیلو ۵: نگهبانان             | ایکس‌باکس وان                                                      | هیلو ۵: جعل عرضه شد روی مایکروسافت ویندوز                                                       |
| ۲۰۱۵ | هیلو آنلاین                  | مایکروسافت ویندوز                                                 | لغو شده                                                                                         |
| ۲۰۱۷ | نبردهای هیلو: نسخه قاطع      | مایکروسافت ویندوز، ایکس‌باکس وان                                   | با همکاری بیهیویر اینترکتیو                                                                     |
| ۲۰۱۷ | نبردهای هیلو ۲               | مایکروسافت ویندوز، ایکس‌باکس وان                                   | با همکاری کریتیو اسمبلی                                                                         |
| ۲۰۱۷ | هیلو: سرباز تازه‌کار          | مایکروسافت ویندوز                                                 | با همواری اندیور وان                                                                            |
| ۲۰۱۸ | هیلو: تیم آتش سیاه           | دستگاه آرکید                                                      | با همکاری پلی مکانیکس و اندیور وان                                                              |
| ۲۰۲۱ | هیلو اینفینیت                | مایکروسافت ویندوز، ایکس‌باکس وان، اکس‌باکس سری اکس/اس               | با همکاری اسکای‌باکس لبز، اسپراسافت و سرتین افینیتی                                              |